# 30 (album, Adele)
30 je čtvrté studiové album britské zpěvačky Adele. Bylo vydáno dne 19. listopadu 2021 vydavatelstvím Columbia Records, stejně jako její předchozí album 25 (2015) a bylo pojmenováno po věku zpěvačky během nahrávaní alba. 30 je inspirováno jejím rozvodem, mateřstvím, slávou a vyjadřuje témata přijetí a naděje. Album psala mezi lety 2018 a 2020 s producenty jako Greg Kurstin, Max Martin a Shellback, přičemž se všemi pracovala na také předchozím albu 25.
Album je sbírkou popových, soulových a jazzových písní. Novináři album popsali jako zvukově nejkreativnější dílo Adele, které rozšiřuje její předchozí díla začleněním prvků dance-popu a gospelu. Americký jazzový pianista Erroll Garner se objevuje ve skladbě „All Night Parking“ jako host, což je poprvé, kdy se umělec objevuje na standardním albu Adele. Po vydání se 30 setkalo s širokým ohlasem kritiky za své kinematografické vybavení, vokální výkony a introspektivní texty. Objevilo se na seznamu nejlepších alb roku 2021 různých publikací, z nichž mnohé ji považovaly za nejlepší album Adele.
Hlavní singl „Easy on Me“ byl vydán dne 15. října 2021 a umístil se na vrcholech žebříčků v 27 teritoriích. Druhý singl „Oh My God“ se umístil na prvních pěti příčkách v Evropě a Severní Americe. K propagaci alba byla použita rozsáhlá marketingová kampaň, včetně koncertního speciálu Adele One Night Onlystanice CBS, který byl vysílán ve Spojených státech dne 14. listopadu 2021, a speciálu ITV s názvem An Audience with Adele ve Spojeném království dne 21. listopadu 2021. Kromě toho se ve dnech 1. a 2. července 2022 v British Summer Time Hyde Park v Londýně konaly dva na sebe navazující koncerty. „I Drink Wine“ byl uveden jako třetí singl alba dne 4. listopadu 2022. Koncertní rezidence v Las Vegas Weekends with Adele začal dne 18. listopadu 2022 a má trvat do dne 25. března 2023.
30 dosáhlo vrcholu na žebříčcích ve 24 zemích, včetně Spojeného království, kde se stalo jejím čtvrtým po sobě jdoucím albem, které dosáhlo první příčky, což z Adele učinilo prvního muzikanta, který debutoval se všemi svými alby na vrcholu UK Albums Chart; za první týden dosáhlo nejvyššího prodeje alba umělkyně ve Spojeném království od doby jejího předchozího alba 25, a stalo se nejprodávanějším albem v roce 2021 v této zemi. V USA se stalo jejím třetím po sobě jdoucím albem, které se umístilo na prvním místě v žebříčku Billboard 200 a také bestsellerem roku. 30 se stalo nejprodávanějším albem roku 2021 s více než 5 miliony prodanými kopiemi. Adele byla navíc třetím nejprodávanějším umělcem roku 2021 na celém světě. Album zvítězilo v kategorii britské album roku na Brit Awards 2022, čímž se Adele stala první sólovou umělkyní v historii, která získala toto ocenění třikrát.